# .338 Lobaev Whisper
.338 Lobaev Whisper (.338LW) — дозвуковой промежуточный специальный патрон, разработанный российской оружейной компанией «Царь-пушка» в 2009 году для бесшумной снайперской винтовки ДВЛ-10. Используется с  глушителем.

## Создание
Патрон .338 Lobaev Whisper создан в России в 2009 году, на предприятиях компании «Царь-пушка» в городе Таруса, под руководством Владислава Лобаева. Боеприпас является гибридом, состоящим из гильзы советского промежуточного 7,62-мм патрона образца 1943 года и тяжёлой винтовочной пули .338 Lapua Magnum. Боеприпас рассчитан на ведение скрытной высокоточной стрельбы на дистанциях до 400 метров.
Изначально патрон 8,6×39 мм создавался в качестве боеприпаса для ранней версии бесшумной снайперской винтовки ДВЛ-10. Впоследствии для этого комплекса была создана его дальнобойная модификация под более мощный 10,3-мм боеприпас .40LW, разработанный на базе гильзы .338 Lapua Magnum и американской пули .408 Chey Tac, эффективный огонь из которой возможен на дистанции до 600 метров.
В связи с закрытием ООО «Царь-пушка» в сентябре 2010 года и переездом большей части специалистов в ОАЭ, работы по усовершенствованию патрона продолжились в компании Tawazun Advanced Defence Systems. По возвращении компании Лобаева в Россию в 2013 году, в Тарусе налажено серийное производство боеприпасов на предприятиях Lobaev Arms. Дальнейшим развитием патрона 8,6×39 мм в России занимаются в «КБ Интегрированных Систем» (входит в группу компаний Владислава Лобаева).

## Технические особенности
По характеристикам .338LW близок американскому патрону .338 Spectre. В отличие от другого подобного российского боеприпаса СП-5, также созданного на основе гильзы патрона 7,62×39 мм, патрон Лобаева имеет в несколько раз меньшее рассеивание на предельной эффективной дальности (0,5 МОА на 400 метров), лучшую баллистику и бо́льшую энергию пули, при несколько меньшей бронепробиваемости.
Патроны .338LW изготавливаются путём промышленной переделки латунных гильз патронов 7,62×39 мм, которые обжимают под финскую 0,338-дюймовую пулю Lapua Magnum (8,6 мм) и снаряжают специальной российской пороховой смесью.
Калибр патронов .338 позволяет использовать весь спектр пуль данной номенклатуры. Базовые модификации патрона .338LW включают версии с тяжелыми оболочечными пулями производства фирмы Lapua весом 250 и 300 гран (16,2 и 19,4 г) со свинцовым сердечником. Также, заявлено о создании сверхзвуковой модификации патрона с более лёгкой пулей весом 225 гран, для гражданской модификации винтовки ДВЛ-10.
Начальная скорость стандартной пули весом 300 гран на выходе из ствола составляет 310 м/с, дульная энергия — 932 Дж. На дистанции 400 м пуля сохраняет скорость и энергию, достаточную для уверенного поражения противника в средствах бронезащиты. Техническая кучность при стрельбе из винтовки ДВЛ-10 в пределах 0,5 угловых минуты.
Область применения .338LW, кроме снайперских винтовок, допускает также использование его в бесшумных модификациях штурмовых винтовок и автоматов, для ведения стрельбы очередями.
Патрон предназначен для стрельбы с глушителем.

## Сравнение боеприпасов
| Патрон                | Масса пули, г | Скорость пули, м/с | Энергия пули, Дж |
| --------------------- | ------------- | ------------------ | ---------------- |
| 7,62×39 мм (57-Н-231) | 7,9           | 715                | 1990             |
| 9×39 мм СП-5          | 16,1          | 290                | 677              |
| .338LW                | 16,2—19,4     | 310                | 932              |
| .338 Spectre          | 14,6—19,4     | 317—450            | 975—1478         |
| .338 Lapua Magnum     | 16,2—19,4     | 914                | 6621             |

## Оружие, использующее патрон
- ДВЛ-10